# Aaron Yoo
 (avril 2019).
Si vous disposez d'ouvrages ou d'articles de référence ou si vous connaissez des sites web de qualité traitant du thème abordé ici, merci de compléter l'article en donnant les références utiles à sa vérifiabilité et en les liant à la section « Notes et références ».
Aaron Yoo est un acteur américain et coréen d'origine coréenne né à Dallas le 12 mai 1979. Il a passé sa jeunesse à East Brunswick, dans le New Jersey.

## Biographie
Il a été diplômé de l'université de Pennsylvanie en 2001 où il a obtenu une licence de théâtre.
Il a débuté au théâtre, off-Broadway, jouant notamment dans les premières américaines ou mondiales de pièces comme Where Do We Live au Vineyard Theatre, Wave et Savage Acts avec la Ma-Yi Theatre Company, Cellophane avec le Flea Theatre et Fuenteovejuna avec la National Asian- American Theatre Co.
À la télévision, Aaron Yoo a tenu un rôle régulier dans The Bedford Diaries. Il a joué par ailleurs dans New York, unité spéciale, où il incarnait Love Monkey et Ed dans la saison 6.

## Filmographie

### Cinéma
- 2007 : Rocket Science
- 2007 : American Pastime
- 2007 : Paranoïak de D. J. Caruso : Ronnie
- 2008 : Las Vegas 21 de Robert Luketic : Choi
- 2008 : Wackness de Jonathan Levine : Justin
- 2008 : Une nuit à New York
- 2009 : Vendredi 13 de Marcus Nispel
- 2009 : The Good Guy
- 2009 : Ultimate Game
- 2009 : Ce que pensent les hommes
- 2010 : Freddy : Les Griffes de la nuit (A Nightmare on Elm Street) de Samuel Bayer
- 2015 : Demonic : Donnie
- 2016 : Youth in Oregon de Joel David Moore :
- 2016 : Money Monster : Won Joon
- 2017 : Killing Gunther de Taran Killiam

## Télévision
- 2004 : New York, unité spéciale : Tommy (saison 6, épisode 2)
- 2006 : The Bedford Diaries (série télévisée)
- 2009 : En cloque mais pas trop (Labor Pains)
- 2010-2011 : The Closer : L.A. enquêtes prioritaires : John Park (Saison 6-épisode 12)
- 2010 : Drop Dead Diva : Edward Kim
- 2013-2014 : The Tomorrow People : Russell Kwon
- 2015 : Les Mystères de Laura : Chris Lee
- 2015 : The Blacklist : Bo Chang
- 2017 : StartUp : Alex
- 2018 : Hawaii 5-0 : Hideki Tashiro